# Pilosocereus tillianus
Pilosocereus tillianus là một loài thực vật có hoa trong họ Cactaceae. Loài này được R.Gruber & Schatzl miêu tả khoa học đầu tiên năm 1982.